# Katawa Shoujo
Katawa Shoujo (かたわ少女?), è un videogioco di genere visual novel in stile bishōjo creata dal gruppo di sviluppo amatoriale Four Leaf Studios e pubblicata gratuitamente in libero download sul sito ufficiale degli autori il 4 gennaio 2012. Ad essa hanno fatto seguito due edizioni "fisiche", vendute dal 4 luglio 2013 al Japan Expo: entrambe aggiunsero la lingua francese a quella inglese e numerosi altri migliorie al gioco. La prima, Package edition, conteneva un booklet, mentre la seconda, Collector's edition fu prodotta in sole 100 copie e conteneva oltre al gioco: un artbook di Katawa Shoujo in francese, un doppio CD con la colonna sonora di Katawa Shoujo e una borsa di tessuto. La versione migliorata del gioco, denominata "1.1", fu poi pubblicata gratuitamente sul sito pochi giorni dopo. Dal 28 luglio 2014 è possibile scaricare dal sito ufficiale del gioco la versione 1.2 che aggiunge la lingua spagnola.
Il gioco racconta la storia di un ragazzo e delle relazioni che instaura con cinque ragazze disabili.

## Trama
Hisao Nakai è un normale studente delle superiori all'ultimo anno di liceo. Un giorno di febbraio, trova nel suo armadietto una lettera che gli chiede di presentarsi nel giardino della scuola: il mittente si rivela essere Iwanako, la ragazza di cui è innamorato, che gli confessa i suoi sentimenti. La gioia dura poco perché Hisao collassa a terra e si risveglia in ospedale: il ragazzo scopre di avere avuto un attacco di cuore e i dottori gli diagnosticano una rara forma di aritmia. Dopo alcuni mesi in ospedale, costretto ad assumere farmaci per il resto della sua vita per evitare altre crisi, alla sua dimissione, in accordo con i medici i genitori decidono di trasferirlo alla Yamaku, una scuola per ragazzi disabili.
Nonostante le sue difficoltà, Hisao conosce nella sua nuova scuola alcune ragazze disabili, venendo a conoscenza dei loro problemi e approfondendo la sua relazione con loro.

## Modalità di gioco
Come la maggior parte delle visual novel, la giocabilità Katawa Shoujo consiste nel leggere il testo accompagnato dalle immagini dei personaggi e da fondali fissi, effettuando alcune scelte che andranno a determinare il prosieguo della storia.
Il gioco comprende un prologo e alcuni "atti" o "capitoli" in cui è diviso. Dopo il primo atto, a seconda delle scelte effettuate il gioco prosegue con il percorso di una delle cinque eroine o termina con un "Bad Ending". Ognuno dei percorsi delle eroine prosegue con altri tre atti, concludendosi con un finale positivo o meno a seconda delle scelte effettuate. Il gioco possiede un totale di 5 "Good Ending", uno per ogni eroina, più altri tre "neutri" e quattro considerati negativi.
| Atto | Emi             | Hanako          | Lilly           | Rin             | Shizune          |
| 1    | Life Expectancy | Life Expectancy | Life Expectancy | Life Expectancy | Life Expectancy  |
| 2    | Form            | Hide and Seek   | Past            | Disconnect      | Learning to Read |
| 3    | Perspective     | Castling        | Present         | Distance        | Sleight of Hand  |
| 4    | Motion          | Scars           | Future          | Dream           | To My Other Self |

## Personaggi

Da sinistra a destra: Hanako, Lilly, Emi e Rin

### Hisao Nakai
Hisao Nakai (中井 久夫?, Nakai Hisao) è il protagonista della storia. Soffre di una rara forma di aritmia emersa quando, durante un tentativo di dichiarazione d'amore, fu colto da un attacco cardiaco. Turbato dalla sua permanenza in ospedale e cercando di adattarsi al nuovo ambiente che lo circonda, sta sforzandosi di trovare il suo posto al mondo. Dopo essere stato scagliato in un nuovo inizio, il caos delle circostanze ha forzato Hisao a rivedere la sua indole apatica, specialmente riguardo cose come la vita, l'amicizia e il futuro. In passato Hisao era un discreto giocatore di calcio, ma ha dovuto abbandonare questa sua passione dopo la scoperta della malattia. Per sopperire a ciò, ora impiega il suo tempo libero leggendo una grande quantità di libri.

### Emi Ibarazaki
| Emi Ibarazaki    | Emi Ibarazaki  |
| ---------------- | -------------- |
| Altezza          | 151 cm         |
| Peso             | 41 kg          |
| Capelli          | Castano chiaro |
| Occhi            | Verde foresta  |
| Data di nascita  | 14 marzo       |
| Gruppo sanguigno | B              |
| Misure           | 70/51/74       |

Emi Ibarazaki (茨崎 笑美?, Ibarazaki Emi), nonostante abbia gambe amputate sotto le ginocchia, è forse una delle più allegre, spensierate ragazze sull'intero globo. Non disposta a cadere nella disperazione perfino dopo l'incidente che le è costato le gambe, Emi vede la sua disabilità più come una benedizione, dato che le sue gambe protesiche l'hanno portata al culmine della sua abilità nella squadra di atletica invece di diventare un ostacolo permanente. Nonostante ciò e il fatto che sia molto socievole, Emi dimostra di avere pochi amici fidati, tra cui curiosamente Rin, dal carattere completamente opposto.

### Hanako Ikezawa
| Hanako Ikezawa   | Hanako Ikezawa  |
| ---------------- | --------------- |
| Altezza          | 164 cm          |
| Peso             | 52 kg           |
| Capelli          | Viola           |
| Occhi            | Grigio violacei |
| Data di nascita  | 10 luglio       |
| Gruppo sanguigno | AB              |
| Misure           | 86/56/84        |

Hanako Ikezawa (池沢 華子?, Ikezawa Hanako), è una ragazza cui metà del corpo è sfigurata dalle ustioni subite nel trauma che ha gettato la sua vita nel caos: l'incendio della sua casa in giovane età in cui morirono i suoi genitori. È solitaria all'estremo, evitando le altre persone fino al punto di effettivamente andare in panico al minimo contatto sociale. La sua unica amica fidata è Lilly, che ha preso Hanako sotto la sua ala fin da quando le due sono state presentate, probabilmente anche grazie al fatto che Lilly, essendo cieca, è l'unica a non giudicarla in base all'aspetto fisico. Come Hisao, anche lei è un'avida lettrice, spesso perdendosi fra le pagine dei libri, rintanata in un angolo della biblioteca della scuola.

### Lilly Satou
| Lilly Satou      | Lilly Satou |
| ---------------- | ----------- |
| Altezza          | 171 cm      |
| Peso             | 59 kg       |
| Capelli          | Biondi      |
| Occhi            | Blu         |
| Data di nascita  | 7 febbraio  |
| Gruppo sanguigno | A           |
| Misure           | 89/61/89    |

Lilly Satou (砂藤 リリー?, Satō Rirī), è una ragazza di origini nippo-scozzesi cieca dalla nascita, rappresentante della classe 3-2 che raccoglie gli studenti con deficit visivi. Lilly è premurosa, responsabile e amichevole, in perfetto contrasto ad Hanako, sua migliore amica, con cui condivide una relazione quasi di madre-figlia e ama passare il suo tempo libero sorseggiando tè. In classe è una studentessa diligente, e il suo senso di confidenza in sé stessa la serve bene nel suo ruolo di rappresentante, ma allo stesso tempo la porta molto spesso a discutere con Shizune, nonostante sia sua cugina. La cosa è ironica poiché essendo lei cieca e sua cugina sorda, non hanno modo di rivolgersi l'una all'altra senza l'aiuto di un interprete, ruolo nel quale si ritrova spesso Misha.

### Rin Tezuka
| Rin Tezuka       | Rin Tezuka  |
| ---------------- | ----------- |
| Altezza          | 161 cm      |
| Peso             | 50 kg       |
| Capelli          | Rossi       |
| Occhi            | Verde scuro |
| Data di nascita  | 13 marzo    |
| Gruppo sanguigno | AB          |
| Misure           | 83/54/78    |

Rin Tezuka (手塚 琳?, Tezuka Rin) è una ragazza le cui braccia sono moncherini a causa di un grave difetto alla nascita e seguente chirurgia. Per questo, è molto abile nell'utilizzo dei piedi, e occasionalmente della bocca, per compiere azioni quotidiane. Questa disabilità la porta ad indossare un'uniforme maschile ed a mantenere i capelli corti. Dal forte temperamento e spirito artistico, utilizza le dita dei piedi per dipingere con i pennelli. La sua creatività viene eguagliata dalla sua vena filosofica: a Rin piace occasionalmente perdersi nei suoi pensieri e dar voce a idee astratte riguardo all'uomo, l'universo, e altre cose che confondono completamente gli altri. Dalla personalità piuttosto apatica, appare in netto contrasto con Emi, sua grande amica e vicina di stanza. In un certo senso, le due si completano a vicenda e, allo stesso tempo, si mettono in competizione nello svolgere un'attività apparentemente resa difficoltosa dalla loro disabilità, ma da loro dimostrato essere non vero.

### Shizune Hakamichi
| Shizune Hakamichi | Shizune Hakamichi |
| ----------------- | ----------------- |
| Altezza           | 158 cm            |
| Peso              | 53 kg             |
| Capelli           | Blu               |
| Occhi             | Blu scuro         |
| Data di nascita   | 6 maggio          |
| Gruppo sanguigno  | 0                 |
| Misure            | 88/52/85          |

Shizune Hakamichi (羽加道 静音?, Hakamichi Shizune), nonostante sia sordomuta, è tenace, energica, competitiva e ha la stoffa del leader. È la rappresentante del consiglio d'istituto, e generalmente prende il comando in qualunque situazione in cui venga piazzata. Shizune è conosciuta nella scuola come una temibile tiranna, un'abile manipolatrice, ma anche come un capo giusto ed onesto. È sempre in compagnia di Misha, sua migliore amica, che molto spesso si ritrova a fare da interprete per coloro che non conoscono la lingua dei segni, unico modo di comunicare con lei. Si trova spesso in contrasto con sua cugina Lilly, che mal sopporta la sua tirannia.

### Misha
| Misha            | Misha       |
| ---------------- | ----------- |
| Altezza          | 158 cm      |
| Peso             | 57 kg       |
| Capelli          | Rosa        |
| Occhi            | Dorati      |
| Data di nascita  | 1º novembre |
| Gruppo sanguigno | AB          |
| Misure           | 85/58/84    |

Mikado Shiina (御門 椎名?, Shiina Mikado), meglio nota come Misha (ミーシャ?, Misha), è una ragazza appariscente, energica e chiassosa. A differenza delle altre, non ha alcuna disabilità, non essendo a tutti gli effetti un requisito per entrare nella scuola, bensì è entrata alla Yamaku per imparare il linguaggio dei segni, poiché vuole diventare un'interprete. È la migliore amica di Shizune e le fa molto spesso da traduttrice, motivo per cui le due sono praticamente inseparabili. Misha è un membro del consiglio studentesco e si unisce allegramente ai tentativi di Shizune di far entrare anche Hisao in esso. Nonostante la sua apparenza di persona "leggera" e spensierata, sa dimostrasi acuta e preziosa nel dispensare consigli agli altri.

### Altri personaggi
- Kenji Setou (瀬藤 健二?, Setou Kenji), è un ragazzo parzialmente cieco, vicino di stanza di Hisao. È quasi un hikikomori, soffrendo di paranoie e psicosi legate a un immaginario "complotto femminista" volto a conquistare il mondo, di cui la Yamaku sarebbe l'avamposto. Per questo motivo, vede in Hisao un alleato e si ritrova molto spesso a cercare di coinvolgerlo nei suoi piani.
- Akio Mutou (武藤 昭夫?, Mutou Akio), insegnante di materie scientifiche della Yamaku, è il professore principale della classe di Hisao. Può sembrare assente e svogliato ma in realtà è molto attento alle esigenze dei suoi studenti. Si accorge presto di come Hisao sia portato per le scienze e gli suggerisce di proseguire la sua carriera studentesca in quel campo.
- Yuuko Shirakawa (白川 優子?, Shirakawa Yuuko), è una studentessa universitaria che svolge la mansione di bibliotecaria della scuola, e per arrotondare le entrate fa la cameriera presso la sala da tè "Shanghai". È una persona timida, nervosa e insicura, nonostante ciò si rivela un'ottima fonte per consigli su come comportarsi a scuola e con le amiche.
- Infermiere (ナース?, Naasu), l'infermiere capo della scuola, ha aiutato Emi nella riabilitazione a seguito dell'incidente che l'ha colpita. È socievole e gioviale con tutti i suoi pazienti. Tuttavia, ha un cuore puro ed è molto appassionato e serio quando si tratta del suo lavoro. Non si sa quale sia il suo vero nome.
- Akira Satou (佐藤 晃?, Satou Akira) è la sorella maggiore di Lilly. Nonostante assomigli fisicamente molto a Lilly, è molto più mascolina di quest'ultima, come si addice alla sua immagine di donna in carriera. È un avvocato e indossa sempre un elegante completo maschile. Appare in quasi tutti percorsi, principalmente in quelli di Lilly e Hanako ed è spesso in compagnia del cugino, Hideaki.
- Hideaki Hakamichi (羽加道 秀明?, Hakamichi Hideaki), è il fratello di Shizune. È molto intelligente e ha un atteggiamento molto simile a quello di sua sorella. Si veste in un modo molto femminile, cosa che lui stesso sembra non notare.
- Jigoro Hakamichi (羽加道 治五郎?, Hakamichi Jigoro), è il padre di Shizune. È un uomo testardo, tirchio e fanfarone. Porta sempre una katana con sé.
- Iwanako (岩魚子?, Iwanako), è la ragazza che ha confessato i suoi sentimenti ad Hisao, prima del suo primo attacco di cuore, avuto proprio durante la sua dichiarazione di amore. Mentre Hisao è in ospedale, i contatti con Iwanako diminuiscono fino a scomparire. In ogni percorso del gioco, Hisao riceve una lettera da lei; la reazione e risposta da parte di Hisao è sempre diversa in base al percorso.
- Miki Miura (三浦 美紀?, Miura Miki), è una compagna di classe di Hisao a cui manca la mano sinistra. È un membro della squadra di atletica della scuola insieme ad Emi, nonché la seconda atleta più veloce. Tuttavia, Miki non viene mai menzionata o mostrata nel percorso di Emi (se non come personaggio di sfondo), ma viene menzionata una volta nel percorso di Lilly e interagisce un paio di volte con Hisao nel percorso di Hanako.
- Shinichi Nomiya (野宮 愼一?, Nomiya Shinichi), è l'insegnante d'arte della Yamaku, presente solo nel percorso di Rin. È una persona eccentrica che vuole far diventare Rin un'artista di successo a tutti i costi.
- Sae Saionji (西遠寺 佐江?, Saionji Sae), è la proprietaria di una galleria d'arte della città e un vecchio amico di Nomiya. Appare solo verso la fine del percorso di Rin.
- Meiko Ibarazaki (茨崎 芽衣子?, Ibarazaki Meiko), è la madre di Emi. È una donna piuttosto giovane ed attraente, descritta da Hisao come una versione più anziana di Emi, avendo notato che ha un comportamento molto simile a quello della figlia. Appare nel percorso di Emi e più brevemente anche nel percorso di Rin.

## Sviluppo

### Scarred
Prima ancora di Katawa Shoujo, gli utenti di 4chan decisero di unirsi per pubblicare una visual novel intitolata Scarred, pubblicata in versione beta nel 2007. Il gioco era basato sulla storia raccontata da un utente anonimo che sosteneva di essere un infermiere professionista che si prendeva cura di un'orfana di 7 anni che aveva perso entrambe le gambe, il braccio destro e l'occhio destro in un incidente d'auto. Iniziò a scrivere nel dicembre 2006, prendendosi gioco della ragazza, ma nel corso dei sei mesi seguenti, instaurò una relazione con la sua paziente. Gli utenti cominciarono a chiamarli scherzosamente Nurse-kun e Ampu-tan, pubblicando fan art dei due. Cessò di scrivere nel settembre 2008, affermando che aveva un nuovo lavoro e che la bambina viveva con lui.

### Il disegno di RAITA
L'idea di base del gioco deriva da uno schizzo disegnato nel 2000 dall'artista giapponese RAITA, aggiunto al termine della dōjinshi "Schuppen harnische" (basata su Nausicaä della Valle del vento), che descriveva l'idea di un ipotetico eroge (gioco erotico), chiamato appunto Katawa Shoujo, nel quale innamorarsi di ragazze affette da vari handicap. Da gennaio 2007 lo schizzo è stato ampiamente discusso sul sito 4chan e svariati utenti di internet provenienti da ogni parte del mondo si sono uniti per formare un gruppo di sviluppo, chiamato Four Leaf Studios. Tutti i 21 membri del team di sviluppo celano la loro identità per mezzo di nickname, eccezione fatta per l'autore delle sequenze animate che appaiono al termine dell'atto 1 della versione completa, Mike Inel.

### Katawa Shoujo
Il 29 aprile 2009 è stata pubblicata la versione demo in inglese, comprendente solo il primo atto della storia, e successivamente tradotta in francese, italiano, giapponese, russo, tedesco, ungherese e cinese tradizionale e semplificato.
La versione completa in inglese è stata pubblicata gratuitamente presso il sito ufficiale solo il 4 gennaio 2012, esattamente cinque anni dopo la comparsa della prima bozza di progetto su 4chan. L'8 luglio 2013 il gioco è stato reso disponibile in francese. Il 9 dicembre 2013, è stata pubblicata una versione russa, tradotta da un gruppo di traduzione indipendente.
I responsabili di Four Leaf Studios hanno affermato tramite il blog che con la distribuzione del gioco completo la loro attività è terminata e al momento non sono intenzionati a intraprendere altri progetti.

### Katawa Seiyu
Katawa Seiyū è un progetto che ha lo scopo di produrre una versione doppiata di Katawa Shoujo come un gioco interattivo su YouTube. La produzione di questi video è fatta da un gruppo totalmente scollegato dai Four Leaf Studios. Il primo video, fu pubblicato il 3 gennaio 2013, per coincidere con il primo anniversario del gioco, tuttavia il progetto appare ormai decaduto e non dà più notizie da maggio 2014.

### Katawa Shoujo: Re-Engineered
Nel 2022 un gruppo di fan, dal nome Fleeting Heartbeat Studios e non affiliato agli sviluppatori originali, ha distribuito una nuova versione del videogioco chiamata Katawa Shoujo: Re-Engineered. Il suo obiettivo è garantire una maggiore accessibilità per gli utenti con disabilità, essere più user-friendly e avere un codice sorgente più ordinato e moderno. Ad aprile 2024 Fleeting Heartbeat Studios ha inoltre completato il proprio progetto di ricostruire il sito ufficiale del videogioco, mentre a maggio ne ha ottenuto il controllo.

## Staff[13]
Scrittori
- Anonymous22: Shizune
- Aura: Capo scrittore, disegnatore del gioco, scrittore della trama di Rin
- cpl_crud: Hanako
- Suriko: Lilly
- TheHivemind: Emi

Editing
- Kagami
- Losstarot
- Silentcook

Musiche
- Blue123
- NicolArmarfi

Artisti
- gebyy-terar
- Kamifish
- moekki
- Pimmy
- raemz
- Raide

Altri artisti
- climatic
- Doomfest
- yujovi: fotografo sfondi

Animazioni FMV
- Mike Inel

Regia
- delta: Programmatore capo, disegnatore dell'UI
- Raide
- yujovi

Engineering
- delta

Produttori
- cpl_crud
- Suriko

## Accoglienza e critiche
Dopo la pubblicazione della demo, diversi siti di cultura giapponese come Kotaku e Japanator la recensirono, facendosi domande sulle motivazioni dietro il gioco e in ultima analisi concludendo che il gioco affronta le disabilità con cura, definendolo "sorprendentemente compassionevole".
Dopo che il gioco fu distribuito nel 2012, su Kotaku venne pubblicato un articolo di approfondimento con un'intervista al capo degli scrittori del gioco, Aura.
In generale Katawa Shoujo è stato accolto in modo positivo dalla critica specializzata, che ne ha sottolineato la sensibilità nel trattare tematiche difficili e raramente sfruttate in ambito videoludico, oltre che il realismo dei personaggi e le ambientazioni. Un argomento spesso adoperato nelle analisi del titolo è il notare come, nonostante le radici del progetto siano da rintracciarsi nelle dōjinshi e nelle imageboard, i personaggi del gioco non siano oggetto di feticismi né vengano definiti principalmente dalle loro disabilità, ma vengono trattati come esseri umani, capaci di sentimenti come tutti.
Una critica mossa al gioco è di avere un titolo offensivo: in giapponese "katawa" è un termine crudo per definire le persone portatrici di handicap (Katawa Shoujo si potrebbe tradurre più o meno come "Ragazze storpie" o "Ragazze deformi"). Gli sviluppatori del gioco si sono difesi affermando che essere offensivi verso i disabili non era il loro intento, e che il titolo è stato scelto solo in quanto omaggio allo schizzo di RAITA, intitolato appunto Katawa Shoujo.